# Gemma Mengual
Gemma Mengual Civil (Barcelona, 12 de abril de 1977) es una deportista española que compitió en natación sincronizada.
Participó en cuatro Juegos Olímpicos de Verano entre los años 2000 y 2016, obteniendo dos medallas de plata en Pekín 2008, en las pruebas dúo y de equipo. Ganó diecinueve medallas en el Campeonato Mundial de Natación entre los años 2003 y 2009, y quince medallas en el Campeonato Europeo de Natación entre los años 2000 y 2008.
Estudió el máster en Liderazgo Transformador en EADA Business School.
| Juegos Olímpicos   | Juegos Olímpicos         | Juegos Olímpicos  | Juegos Olímpicos  |
| Año                | Lugar                    | Medalla           | Prueba            |
| ------------------ | ------------------------ | ----------------- | ----------------- |
| 2008               | Pekín (China)            | Medalla de plata  | Dúo               |
| 2008               | Pekín (China)            | Medalla de plata  | Equipo            |
| Campeonato Mundial |                          |                   |                   |
| Año                | Lugar                    | Medalla           | Prueba            |
| 2003               | Barcelona (España)       | Medalla de plata  | Combinación libre |
| 2003               | Barcelona (España)       | Medalla de bronce | Solo              |
| 2003               | Barcelona (España)       | Medalla de bronce | Dúo               |
| 2005               | Montreal (Canadá)        | Medalla de plata  | Dúo               |
| 2005               | Montreal (Canadá)        | Medalla de bronce | Solo              |
| 2005               | Montreal (Canadá)        | Medalla de bronce | Equipo            |
| 2005               | Montreal (Canadá)        | Medalla de bronce | Combinación libre |
| 2007               | Melbourne (Australia)    | Medalla de plata  | Solo técnico      |
| 2007               | Melbourne (Australia)    | Medalla de plata  | Dúo técnico       |
| 2007               | Melbourne (Australia)    | Medalla de plata  | Dúo libre         |
| 2007               | Melbourne (Australia)    | Medalla de plata  | Equipo libre      |
| 2007               | Melbourne (Australia)    | Medalla de bronce | Solo libre        |
| 2007               | Melbourne (Australia)    | Medalla de bronce | Equipo técnico    |
| 2009               | Roma (Italia)            | Medalla de oro    | Combinación libre |
| 2009               | Roma (Italia)            | Medalla de plata  | Solo técnico      |
| 2009               | Roma (Italia)            | Medalla de plata  | Solo libre        |
| 2009               | Roma (Italia)            | Medalla de plata  | Dúo técnico       |
| 2009               | Roma (Italia)            | Medalla de plata  | Dúo libre         |
| 2009               | Roma (Italia)            | Medalla de plata  | Equipo libre      |
| Campeonato Europeo |                          |                   |                   |
| Año                | Lugar                    | Medalla           | Prueba            |
| 2000               | Helsinki (Finlandia)     | Medalla de bronce | Solo              |
| 2000               | Helsinki (Finlandia)     | Medalla de bronce | Dúo               |
| 2002               | Berlín (Alemania)        | Medalla de plata  | Dúo               |
| 2002               | Berlín (Alemania)        | Medalla de plata  | Equipo            |
| 2002               | Berlín (Alemania)        | Medalla de bronce | Solo              |
| 2004               | Madrid (España)          | Medalla de oro    | Combinación libre |
| 2004               | Madrid (España)          | Medalla de plata  | Dúo               |
| 2004               | Madrid (España)          | Medalla de bronce | Solo              |
| 2006               | Budapest (Hungría)       | Medalla de plata  | Solo              |
| 2006               | Budapest (Hungría)       | Medalla de plata  | Dúo               |
| 2006               | Budapest (Hungría)       | Medalla de plata  | Combinación libre |
| 2008               | Eindhoven (Países Bajos) | Medalla de oro    | Solo              |
| 2008               | Eindhoven (Países Bajos) | Medalla de oro    | Dúo               |
| 2008               | Eindhoven (Países Bajos) | Medalla de oro    | Equipo            |
| 2008               | Eindhoven (Países Bajos) | Medalla de oro    | Combinación libre |

| Distinción                                                      | Año  |
| --------------------------------------------------------------- | ---- |
| Medalla de Oro - Real Orden del Mérito Deportivo                | 2007 |
| Galardón                                                        | Año  |
| Premio Nacional del Deporte «Mejor deportista española del año» | 2005 |